# レオン・ボイド
レオン・ボイド（Leon Boyd, 1983年8月30日 - ）は、カナダのブリティッシュコロンビア州バンクーバー出身のプロ野球選手（投手）。
カナダ国籍の父とオランダ国籍の母の間に生を受けた。

## 経歴
2007年と2008年は、オランダの野球リーグであるホーフトクラッセのDOORネプテューヌスでプレーした。
2008年の北京オリンピックの野球競技のオランダ代表に選出されている。
2009年開幕前の3月には、第2回WBCのオランダ代表に選出された。大会では1次ラウンド2度目のドミニカ共和国戦で勝利投手になり、2次リーグ進出に貢献した。
2009年にトロント・ブルージェイズとマイナー契約したが、同年限りで退団した。
2010年からは再びDOORネプテューヌスでプレーしている。
2011年9月20日に、第39回IBAFワールドカップのオランダ代表に選出された事が発表された。この大会では、欧州勢としては、1938年大会のイギリス代表以来73年ぶりの優勝を果たした。この栄誉を称えて代表24人全員に「サー」の爵位が贈られ、ボイドにも贈られた。
2013年開幕前の3月には、第3回WBCにオランダ代表に選出されている。

## 詳細情報

### 代表歴
- 2009 ワールド・ベースボール・クラシック・オランダ代表
- 2013 ワールド・ベースボール・クラシック・オランダ代表
- 第39回IBAFワールドカップ・オランダ代表